# Kaliště (Votice)
Kaliště je část města Votice v okrese Benešov. Nachází se na severovýchodě Votic, na západním svahu hory Džbány (688 m). V roce 2009 zde bylo evidováno 25 adres. Kaliště leží v katastrálním území Budenín o výměře 7,59 km².

## Historie
První písemná zmínka o vesnici pochází z roku 1410.